# Rob Baarts
Robert „Rob” Baarts (Surrey, Brit Columbia, 1969. február 19. –) kanadai labdarúgócsatár, 2018-tól a New Mexico State Aggies vezetőedzője.

## Játékosként

### Egyetemi
A Portlandi Egyetemre járt, ahol Clive Charles volt az edzője. A csapat 1988-ban a legjobb négy közé jutott.

### Profi
1989-ben a Portland Timbers játékosa volt. Később a Portland Pride, a Portland Pythons és a Utah Freezz is szerződtette. 1997-ben a CISL felbomlása után az Edmonton Drillers kiválasztotta, de nem szerződött hozzájuk, ehelyett 1998-ban a Portland Pythons játékosa lett. A Dallas Sidekicks elleni meccsen összeütközött Tatuval, a sérülése miatt be kellett fejeznie a szezont. 2000-ben a St. Louis Steamers játékosa lett, akik eladták a Utah Freezznek. 2000-ben a WISL év játékosa lett. 2001-ben a Portland Timbershez szerződött, azonban sérülése miatt első mérkőzése előtt kirúgták.

## Edzőként
Kezdetben a Portland City United, majd 1991 és 2003 között a Sunset High School edzője volt. 2004-ben a FC Portland Academy edzője lett, 2009-ben pedig a férfi és női csapatokat is kijuttatta a rájátszásra.
A Portlandi Egyetemen toborzó és utaztatási felelős volt. Utolsó hét évében a férfi és női csapatok játékosainak 96%-a szerzett diplomát és egy tucat játékosából lett profi labdarúgó.
2016 márciusában a San Jose State Spartans toborzója, 2018 január 5-én pedig a New Mexico State Aggies vezetőedzője lett.

## Fordítás
- Ez a szócikk részben vagy egészben  a   Rob Baarts című angol Wikipédia-szócikk ezen változatának fordításán alapul.  Az eredeti cikk szerkesztőit annak laptörténete sorolja fel. Ez a jelzés csupán a megfogalmazás eredetét és a szerzői jogokat jelzi, nem szolgál a cikkben szereplő információk forrásmegjelöléseként.